# Референдум в Швейцарии по масонству (1937)

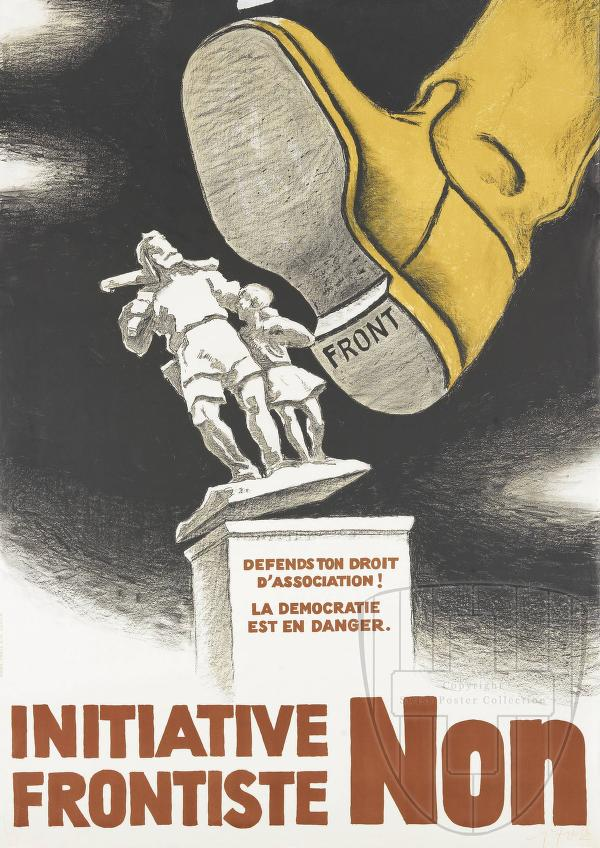
Плакат против голосования за инициативу.

Референдум в Швейцарии по масонству проходил 28 ноября 1937 года. Референдум по гражданской инициативе о запрете масонства. Предложение было отвергнуто большинством избирателей и кантонов.

## Инициатива
Инициатива стала второй гражданской инициативой после инициативы 1935 года о «Полном пересмотре федеральной конституции», которая была выдвинута крайне-правыми фронтами. Предложение было инициировано фашистским и антимасонским политиком Артуром Фоньяллазом, ультраправым политиком Жоржем Ольтрамаре и политиком Готлибом Дуттвейлером.

## Избирательная система
Референдум проходил по гражданской инициативе и являлся обязательным, который требовал двойного большинства для одобрения: избирателей и кантонов.

## Результаты

Результаты референдума 1937 года по кантонам.

| Выбор                                | Общее голосование | Общее голосование | Кантоны | Кантоны | Кантоны |
| Выбор                                | Голосов           | %                 | Полных  | Полу-   | Всего   |
| ------------------------------------ | ----------------- | ----------------- | ------- | ------- | ------- |
| За                                   | 234 980           | 31,3              | 1       | 0       | 1       |
| Против                               | 515 327           | 68,7              | 18      | 6       | 21      |
| Пустых бюллетеней                    | 30 578            | -                 | -       | -       | -       |
| Недействительных бюллетеней          | 2 231             | -                 | -       | -       | -       |
| Всего                                | 783 116           | 100               | 19      | 6       | 22      |
| Зарегистрированных избирателей/ Явка | 1 187 637         | 65,9              | -       | -       | -       |
| Источник: Nohlen & Stöver            |                   |                   |         |         |         |